# Olympische Sommerspiele 2008/Schwimmen – 200 m Freistil (Frauen)
Der Wettbewerb über 200 Meter Freistil der Frauen bei den Olympischen Spielen 2008 in Peking wurde vom 11. bis 13. August 2008 im Nationalen Schwimmzentrum Peking ausgetragen. 46 Athletinnen nahmen daran teil. 
Es fanden sechs Vorläufe statt. Die 16 schnellsten Schwimmerinnen aller Vorläufe qualifizierten sich für die zwei Halbfinals, die am nächsten Tag ausgetragen wurden. Für das Finale qualifizierten sich die acht zeitschnellsten Schwimmerinnen beider Halbfinals.

## Rekorde
Vor Beginn der Olympischen Spiele waren folgende Rekorde gültig.
| Weltrekord         | Laure Manaudou ( Frankreich)    | 1:55,52 min | Melbourne, Australien | 28. März 2007      |
| Olympischer Rekord | Heike Apitzsch-Friedrich ( DDR) | 1:57,65 min | Seoul, Südkorea       | 21. September 1988 |

Während der Olympischen Spiele wurden folgende Rekorde gebrochen:
| Weltrekord         | Federica Pellegrini | 1:54,82 min | Peking, Volksrepublik China | 13. August 2008 |
| Olympischer Rekord | Federica Pellegrini | 1:54,82 min | Peking, Volksrepublik China | 13. August 2008 |

## Titelträger
| Olympiasieger | Camelia Potec ( Rumänien)    | 1:58,03 min | Athen 2004     |
| Weltmeister   | Laure Manaudou ( Frankreich) | 1:55,52 min | Melbourne 2007 |
| Europameister | Sara Isakovič ( Slowenien)   | 1:57,45 min | Eindhoven 2008 |

## Vorlauf

### Vorlauf 1
| Platz | Name                     | Nation   | Zeit        | Anmerkung |
| ----- | ------------------------ | -------- | ----------- | --------- |
| 1     | Natalija Chudjakowa      | Ukraine  | 2:02,27 min |           |
| 2     | Natthanan Junkrajang     | Thailand | 2:02,88 min |           |
| 3     | Milica Ostojić           | Serbien  | 2:03,19 min |           |
| 4     | Heysi Villarreal         | Kuba     | 2:03,23 min |           |
| 5     | Anja Trišić              | Kroatien | 2:03,57 min |           |
| 6     | Sigrún Brá Sverrisdóttir | Island   | 2:04,82 min |           |

### Vorlauf 2
| Platz | Name               | Nation    | Zeit        | Anmerkung |
| ----- | ------------------ | --------- | ----------- | --------- |
| 1     | Elina Partõka      | Estland   | 2:00,64 min | NR        |
| 2     | Nina Rangelowa     | Bulgarien | 2:00,66 min |           |
| 3     | Stephanie Au       | Hongkong  | 2:00,85 min |           |
| 4     | Louise Mai Jansen  | Dänemark  | 2:01,30 min |           |
| 5     | Lynette Lim        | Singapur  | 2:02,30 min |           |
| 6     | Christine Mailliet | Luxemburg | 2:02,91 min |           |
| 7     | Melanie Nocher     | Irland    | 2:04,29 min |           |
| 8     | Lee Keo-ra         | Südkorea  | 2:05,71 min |           |

### Vorlauf 3
| Platz | Name                | Nation         | Zeit        | Anmerkung |
| ----- | ------------------- | -------------- | ----------- | --------- |
| 1     | Ranomi Kromowidjojo | Niederlande    | 2:00,02 min |           |
| 2     | Jördis Steinegger   | Österreich     | 2:00,52 min | NR        |
| 3     | Anna Stylianou      | Zypern         | 2:00,55 min |           |
| 4     | Monique Ferreira    | Brasilien      | 2:00,64 min |           |
| 5     | Paulina Barzycka    | Polen          | 2:00,92 min |           |
| 6     | Melissa Corfe       | Südafrika      | 2:00,95 min |           |
| 7     | Yang Chin-kuei      | Chinese Taipei | 2:02,84 min |           |
| 8     | Eleni Kosti         | Griechenland   | 2:04,55 min |           |

### Vorlauf 4
| Platz | Name             | Nation             | Zeit        | Anmerkung |
| ----- | ---------------- | ------------------ | ----------- | --------- |
| 1     | Pang Jiaying     | China              | 1:57,37 min | AS        |
| 2     | Allison Schmitt  | Vereinigte Staaten | 1:57,38 min |           |
| 3     | Camelia Potec    | Rumänien           | 1:57,65 min | NR        |
| 4     | Joanne Jackson   | Großbritannien     | 1:58,00 min |           |
| 5     | Stephanie Horner | Kanada             | 1:58,35 min |           |
| 6     | Melanie Costa    | Spanien            | 1:59,50 min |           |
| 7     | Maki Mita        | Japan              | 1:59,96 min |           |
| 8     | Annika Liebs     | Deutschland        | 1:59,98 min |           |

### Vorlauf 5
| Platz | Name                     | Nation         | Zeit        | Anmerkung |
| ----- | ------------------------ | -------------- | ----------- | --------- |
| 1     | Sara Isakovič            | Slowenien      | 1:55,86 min | NR        |
| 2     | Caitlin McClatchey       | Großbritannien | 1:56,97 min | NR        |
| 3     | Bronte Barratt           | Australien     | 1:57,75 min |           |
| 4     | Ophélie-Cyrielle Étienne | Frankreich     | 1:57,93 min |           |
| 5     | Josefin Lillhage         | Schweden       | 1:57,98 min |           |
| 6     | Ida Marko-Varga          | Schweden       | 1:58,21 min |           |
| 7     | Petra Dallmann           | Deutschland    | 2:00,21 min |           |
| 8     | Geneviève Saumur         | Kanada         | 2:00,49 min |           |

### Vorlauf 6
| Platz | Name                | Nation             | Zeit        | Anmerkung |
| ----- | ------------------- | ------------------ | ----------- | --------- |
| 1     | Federica Pellegrini | Italien            | 1:55,45 min | WR, OR    |
| 2     | Katie Hoff          | Vereinigte Staaten | 1:57,20 min |           |
| 3     | Ágnes Mutina        | Ungarn             | 1:57,25 min | NR        |
| 4     | Haruka Ueda         | Japan              | 1:57,64 min | NR        |
| 5     | Linda Mackenzie     | Australien         | 1:57,96 min |           |
| 6     | Aurore Mongel       | Frankreich         | 1:58,11 min |           |
| 7     | Zhu Qianwei         | China              | 1:59,52 min |           |
| 8     | Darja Beljakina     | Russland           | 1:59,72 min |           |

## Halbfinale

### Lauf 1
| Platz | Name            | Nation             | Zeit        | Anmerkung |
| ----- | --------------- | ------------------ | ----------- | --------- |
| 1     | Sara Isakovič   | Slowenien          | 1:56,50 min |           |
| 2     | Katie Hoff      | Vereinigte Staaten | 1:57,01 min |           |
| 3     | Pang Jiaying    | China              | 1:57,34 min |           |
| 4     | Bronte Barratt  | Australien         | 1:57,55 min |           |
| 5     | Linda Mackenzie | Australien         | 1:58,19 min |           |
| 6     | Haruka Ueda     | Japan              | 1:58,44 min |           |
| 7     | Joanne Jackson  | Großbritannien     | 1:58,70 min |           |
| 8     | Ida Marko-Varga | Schweden           | 1:59,41 min |           |

### Lauf 2
| Platz | Name                     | Nation             | Zeit        | Anmerkung |
| ----- | ------------------------ | ------------------ | ----------- | --------- |
| 1     | Federica Pellegrini      | Italien            | 1:57,23 min |           |
| 2     | Camelia Potec            | Rumänien           | 1:57,71 min |           |
| 3     | Caitlin McClatchey       | Großbritannien     | 1:57,73 min |           |
| 4     | Ophélie-Cyrielle Étienne | Frankreich         | 1:58,00 min |           |
| 5     | Allison Schmitt          | Vereinigte Staaten | 1:58,01 min |           |
| 6     | Aurore Mongel            | Frankreich         | 1:58,08 min |           |
| 7     | Ágnes Mutina             | Ungarn             | 1:58,15 min |           |
| 8     | Josefin Lillhage         | Schweden           | 1:59,29 min |           |

## Finale
| Platz | Name                     | Nation             | Zeit        | Anmerkung |
| ----- | ------------------------ | ------------------ | ----------- | --------- |
| 1     | Federica Pellegrini      | Italien            | 1:54,82 min | WR, OR    |
| 2     | Sara Isakovič            | Slowenien          | 1:54,97 min | NR        |
| 3     | Pang Jiaying             | China              | 1:55,05 min | AS        |
| 4     | Katie Hoff               | Vereinigte Staaten | 1:55,78 min | AM        |
| 5     | Camelia Potec            | Rumänien           | 1:56,87 min | NR        |
| 6     | Caitlin McClatchey       | Großbritannien     | 1:57,65 min |           |
| 7     | Bronte Barratt           | Australien         | 1:57,83 min |           |
| 7     | Ophélie-Cyrielle Étienne | Frankreich         | 1:57,83 min |           |